# Zapalenie otrzewnej
Zapalenie otrzewnej (łac. peritonitis) – zlokalizowany lub rozlany proces zapalny rozwijający się w otrzewnej w odpowiedzi na przedostanie się do jamy otrzewnej bakterii lub niezakażonego płynu ustrojowego. Zapalenie otrzewnej jest zaliczane do tzw. ostrego brzucha i stanowi zagrożenie życia chorego.

## Etiopatogeneza
Zapalenie otrzewnej może być spowodowane zakażeniem bakteryjnym lub czynnikami niezakaźnymi (jałowe, niebakteryjne zapalenie otrzewnej). Jałowe zapalenie otrzewnej jest skutkiem podrażnienia otrzewnej przez niezakażony płyn ustrojowy, którym może być wynaczyniona krew, żółć z uszkodzonych dróg żółciowych lub pęcherzyka żółciowego, enzymy proteolityczne z uszkodzonej trzustki w następstwie ostrego zapalenia trzustki. Zakażenie może być skutkiem perforacji przewodu pokarmowego, przemieszczenia bakterii bez przedziurawienia przewodu pokarmowego w przebiegu niedrożności jelit, przebicia się do jamy otrzewnej ropnia, zakażenia dróg rodnych u kobiet (zapalenie narządów miednicy mniejszej), zakażenia zewnątrzpochodnego i zakażenia krwiopochodnego.
Zapalenie otrzewnej jest spowodowane:
- perforacją przewodu pokarmowego: perforacja wrzodu żołądka lub dwunastnicy, perforacja uchyłka, perforacja wyrostka robaczkowego, pełnościenna martwica jelit, perforacja nowotworu złośliwego,
- przemieszczeniem bakterii bez perforacji: niedrożność jelit, zapalenie wyrostka robaczkowego, wrzodziejące zapalenie jelita grubego, ostre zapalenie pęcherzyka żółciowego, zapalenie narządów miednicy mniejszej (zapalenie przydatków),
- przebiciem się ropnia do jamy otrzewnej: ropień okołonerkowy, ropień jajnikowo-jajowodowy, ropień wątroby, ropień śledziony, ropień w przebiegu choroby Leśniowskiego-Crohna,
- ostrym zapaleniem trzustki,
- zakażeniem zewnątrzpochodnym: uraz, operacja,
- sepsą.

Najczęstszą przyczyną zapalenia otrzewnej jest perforacja przewodu pokarmowego. Zwykle początkowo zapalenie otrzewnej ma charakter chemiczny, ponieważ przedostająca się treść może nie zawierać dużej ilości bakterii. Jednak po kilku godzinach w wyniku namnożenia się bakterii zapalenie chemiczne przechodzi w zapalenie bakteryjne. Im dalej jest położone miejsce perforacji i im więcej bakterii zawiera przedostająca się treść, tym szybciej dochodzi do rozwoju zapalenia bakteryjnego. Zakażenie ma zwykle postać mieszaną, występują bakterie tlenowe i beztlenowe.
Ze względu na przebieg zapalenie otrzewnej może przybrać formę rozlanego zapalenia otrzewnej lub ograniczonego zakażenia otrzewnej.

## Rozlane zapalenie otrzewnej
W rozlanym zapaleniu otrzewnej proces zapalny ulega rozprzestrzenieniu. Dochodzi do ustania perystaltyki jelit i rozwoju się niedrożności porażennej, co sprzyja dalszemu przenikaniu bakterii i toksyn. Z gromadzącego się płynu bakterie przedostają się do krążenia. Stan chorego znacznie pogarsza się, rozwija się sepsa i zespół niewydolności wielonarządowej (MODS). W wyniku zablokowania dużej ilości płynu w świetle jelita (trzecia przestrzeń) oraz wymiotów dochodzi do znacznego odwodnienia.

### Objawy
Do objawów rozlanego zapalenia otrzewnej należy:
- ciężki stan ogólny,
- silny ból brzucha o lokalizacji i charakterze zależnym od czynnika sprawczego,
- objawy otrzewnowe:
  - obrona mięśniowa,
  - objaw Blumberga,
- zanik perystaltyki, wstrzymanie stolca i gazów,
- nudności i wymioty, wzdęcie brzucha,
- spadek ciśnienia tętniczego, przyspieszone, trudno wyczuwalne tętno,
- skąpomocz, bezmocz,
- charakterystyczny wygląd i pozycja chorego: chory leży nieruchomo, twarz blada, o zaostrzonych rysach, zapadnięte policzki i oczy, pozornie wydłużony nos, zimny i lepki pot na twarzy, język suchy i obłożony (tzw. twarz Hipokratesa).

### Rozpoznanie
Zapalenie otrzewnej jest rozpoznawane na podstawie badania klinicznego, badania dodatkowe w rozpoznaniu mają znaczenie pomocnicze. Podstawowe badania laboratoryjne pomagają przede wszystkim ocenić stopień zaburzeń gospodarki wodno-elektrolitowej i kwasowo-zasadowej oraz ocenić stopień dysfunkcji narządowej.
Badania radiologiczne, w tym RTG, USG i tomografia komputerowa, służą do oceny etiologii choroby. Diagnostyczna paracenteza może pozwolić na szybką ocenę płynu z jamy brzusznej (płyn surowiczy, ropny, krwisty, żółciowy).

### Leczenie
Leczenie jest ukierunkowane na przyczynę zapalenia otrzewnej, które zwykle wymaga doraźnej operacji. Konieczne jest szybkie przygotowanie do operacji przez wyrównanie gospodarki wodno-elektrolitowej i kwasowo-zasadowej oraz założenie sondy do żołądka celem odsysania treści żołądkowej. Konieczne jest monitorowanie ciśnienia, tętna, oddechu i diurezy. Podaje się antybiotyki o szerokim spektrum działania.
Zabieg polega na szerokim otwarciu jamy brzusznej, oczyszczeniu jamy otrzewnej z treści ropnej poprzez płukanie 0,9% roztworem soli fizjologicznej z dodatkiem środków antyseptycznych oraz usunięciu przyczyny zapalenia otrzewnej.

## Ograniczone zapalenie otrzewnej
W ograniczonym zapaleniu otrzewnej proces zapalny działa miejscowo na otrzewną ścienną. Objawy ogólne są mniej nasilone niż w rozlanym zapaleniu i objawy brzuszne są ograniczone do miejsca choroby. Ograniczone zapalenie otrzewnej może być następstwem ograniczenia procesu zapalnego przez wytworzenie zlepu przez sieć większą i pętle jelitowe, co skutkuje powstaniem nacieku zapalnego, który może ulec zakażeniu tworząc ropień.

### Ropnie wewnątrzotrzewnowe
Ropnie wewnątrzotrzewnowe mogą być następstwem rozlanego lub ograniczonego zapalenia otrzewnej.
Ropień okołowyrostkowy
Jest najczęściej występującym ropniem w jamie brzusznej. Pojawia się 5–7 dni od zapalenia wyrostka robaczkowego lub appendektomii. Zwykle jest zlokalizowany w prawym dole biodrowym, jednak w związku z różnym położeniem wyrostka robaczkowego może znajdować się w innych lokalizacjach.
Może wywoływać gorączkę 38-40 °C, często z dreszczami, nudności, wymioty, wzdęcia i wyczuwalny guz w prawym dole biodrowym. Stwierdza się leukocytozę 15000/mm³ i znacznie przyspieszone tętno. Ropień może pęknąć do jamy otrzewnej wywołując rozlane zapalenie otrzewnej, może się wchłonąć i pozostawiając niewielkie ognisko z którego szerzy się zakażenie.
Ropień zatoki Douglasa
Ropień zatoki Douglasa jest częstym następstwem chorób otrzewnej. Ropień objawia się gorączką z dreszczami, wymiotami i uczuciem parcia na stolec z oddawaniem niewielkich ilości płynnego stolca. Badanie przez odbyt jest bardzo bolesne, wyczuwa się chełbotanie ropnia.
Ropień podprzeponowy
Zwykle są położone po prawej stronie. Towarzyszy mu wysoka gorączka, ból w nadbrzuszu i dolnej części klatki piersiowej. W badaniu fizykalnym stwierdza się bolesność uciskową łuku żebrowego. W RTG klatki piersiowej stwierdza się wyższe ustawienie przepony po stronie ropnia i wysięk w opłucnej.
Ropień międzypętlowy
Ropień pomiędzy pętlami jelita może powstać w każdej lokalizacji w jamie brzusznej. Występuje wysoka gorączka, dreszcze, leukocytoza oraz bolesny uciskowo guz. Ropień może się opróżnić do światła jelita. Może także być powodem rozlanego zapalenia otrzewnej.

### Rozpoznanie
Rozpoznanie jest ustalane na podstawie obrazu klinicznego. W badaniu palpacyjnym stwierdza się bolesny opór. RTG jamy brzusznej może wykazać poziomy płynów w jamie brzusznej oraz uniesienie kopuły przepony. Ultrasonografia może wykazać obecność zbiorników płynu z pęcherzykami gazu otoczonych nieregularną torebką. Pomocna w wykrywaniu ropni jest tomografia komputerowa, rozpoznanie ułatwia podanie kontrastu do przewodu pokarmowego.

### Leczenie
Leczenie ropnia wewnątrzbrzusznego polega na jego opróżnieniu. Treść ropnia jest odsysana, jama ropnia jest opróżniana z tkanek martwiczych i wielokrotnie płukana. W części przypadków możliwe jest zastosowanie przezskórnego zabiegu małoinwazyjnego pod kontrolą USG lub TK.

## Klasyfikacja ICD10
| kod ICD10     | nazwa choroby                     |
| ------------- | --------------------------------- |
| ICD-10: K65   | Zapalenie otrzewnej               |
| ICD-10: K65.0 | Ostre zapalenie otrzewnej         |
| ICD-10: K65.8 | Inne zapalenie otrzewnej          |
| ICD-10: K65.9 | Zapalenie otrzewnej, nieokreślone |